# Ptilothrix vulpihirta
Ptilothrix vulpihirta är en biart som först beskrevs av Cockerell 1912.  Ptilothrix vulpihirta ingår i släktet Ptilothrix och familjen långtungebin. Inga underarter finns listade i Catalogue of Life.